# Gregori Parde
Gregori Parde o Jordi Parde (en llatí Gregorius o Georgius Pardus, en grec  Γρεγόριος o Γεώργιος Πάρδος) fou arquebisbe de Corint i per això en alguns manuscrits se l'anomena Gregori Corinti o Jordi Corinti (Κόρινθος); els noms Corithus o Corutus o Corytos que apareixen alguna vegada, són errors dels copistes. Durant un temps es va creure que el seu cognom era Corinti, però Lleó Al·laci va demostrar que era Pardus, i se'l designava amb el nom d'on era bisbe.
Fou un escriptor i gramàtic que va viure en una data desconeguda. Va escriure una obra (no publicada) anomenada De Constructione Orationis on anomena alguns personatges com Jordi Pisida, Nicolau Càl·licles, i Teodor Prodrom com els més recents escriptors en vers iàmbic. Nicolau i Teodor van viure a l'època de l'emperador Aleix I Comnè, el que permet situar-lo al segle xii.
Una altra obra seva, aquesta publicada, fou Περλ̀ διαλέκτων, De Dialectis. El títol complet d'aquesta edició és Περὶ διαλέκτων τῶν παρὰ Κορίνθου παρεκβληθειδῶν, De Dialectis a Corintho decerptis, i es un tractat sobre els dialectes del grec antic.
En manuscrit es conserven:
- Περὶ συντάξεως λόγου ἤτοι τεπὶ τοῦ μὴ σολοικίζειν καὶ περὶ βαρβαρισμοῦ, De Constructione Orationis, vel de Soloecismo et Barbarismo, un tractat sobre sintaxis i gramàtica elemental.
- Περὶ τρόπων ποιητικῶν, De Tropis Poeticiis, sobre els trops poètics.
- Ἐξηγήσεις εἰς τοις κανόνας τῶν δεσποτικῶν ἑορτῶν, Expositiones in Canones s. Hymnos Dominicos Festorumque totieus Anni, una exposició gramatical d'uns himnes de Cosme I de Jerusalem i de Joan Damascè.
- Una col·lecció d'himnes i sermons.[1]